# 商水县
商水县位于中华人民共和国河南省东部，是周口市下辖的一个县。面积1324.81平方公里，总人口約97万人。

## 历史
秦朝时设阳城县，为建县之始。隋朝时因境内有一条大河大殷水，河水丰盛，而设殷水县。宋朝建隆元年（960年），赵匡胤为避其父赵弘殷之名讳，改殷水为商水至今。

## 人口
根據第七次全國人口普查結果，截至2020年11月1日零時，商水縣常住人口960453人。

## 行政区划
商水县下辖3个街道办事处、12个镇、8个乡：
新城街道、东城街道、老城街道、黄寨镇、练集镇、魏集镇、固墙镇、白寺镇、巴村镇、谭庄镇、邓城镇、胡吉镇、郝岗镇、姚集镇、张庄镇、城关乡、平店乡、袁老乡、化河乡、舒庄乡、大武乡、张明乡和汤庄乡。

## 交通
- 230国道过境。

## 名胜古迹
- 阳城故城遗址：河南省重点文物保护单位。阳城故城遗址在今商水县舒庄乡的扶苏村北，为秦朝末年中国第一次农民起义领袖陈胜的诞生地。该城由内城和外城组成，城墙由夯土筑建。外城东北部夯土墙现仍高出地面，长约200米，其余为间断残存。连接一起外城墙东西长800米，南北宽500米，城走向为一直线。城基部宽20米。内城东西分别距外城东西城墙各270米，北墙利用外城的北 墙，每边长250米。城内地面散布战国秦汉时期的瓦砾很多。内城至今当地还俗称“金銮殿”。在内城东南角发现有“扶苏司工”陶器残底四件。
- 商水寿圣寺塔：该塔与逍遥镇隔河相望，为九级楼阁式砖塔。高41.5米，平面呈正六边形。据一级塔门楣上的四行“明道二年------岁三月一日丙寅时，戊寅时日葬利院主僧建功德碑塔。”刻字推算，此塔应建于宋明道二年，即1033年。塔基部每边长4．2米。塔室内砌有盘旋的塔道，可逐级登高至塔顶。塔体从底至顶渐收匀称，成六棱锥体形。塔顶用铸铁铸成形似宝葫芦样的宝顶，使塔体结顶得到最完美的点缀，给人以挺拔隽秀之感。该塔的建筑年代久远，建筑风格独具。它的完整存在，给研究宋代佛教在中原腹地的传播提供了难得的实物佐证。被录入《中国古塔精萃》之中，1986年被河南省人民政府公布为第二批河南省文物保护单位，2006年被国务院公布为第六批全国重点文物保护单位。